# Roger McGuinn
Roger McGuinn, nato James Joseph McGuinn III (Chicago, 13 luglio 1942), è un cantante e chitarrista statunitense, che è stato uno dei fondatori del gruppo musicale californiano The Byrds.

## Biografia
All'anagrafe James Joseph McGuinn III detto Jim McGuinn (nome cambiato, in seguito, in Roger McGuinn) nella prima metà degli anni sessanta fondò il gruppo dei Byrds che comprendeva nella formazione originale David Crosby, Chris Hillman, Michael Clarke  e Gene Clark.
La voce caratteristica, unita al particolare sound prodotto dalla sua chitarra elettrica a dodici corde Rickenbacker, modificata personalmente, ha caratterizzato i primi album del gruppo, scioltosi nei primi anni settanta dopo aver contribuito alla crescita del folk rock americano e aver introdotto il rock psichedelico con brani di notevole successo, tra i quali si segnalano Turn! Turn! Turn! e Eight Miles High.
Ha proseguito la sua carriera come cantante e musicista solista con alterni risultati e successi, partecipando spesso a concerti di colleghi, fra cui Bob Dylan, già accompagnato nel 1975 nella tournée della Rolling Thunder Revue.

## Discografia solista
- 1973 - Roger McGuinn
- 1974 - Peace on You
- 1975 - Roger McGuinn & Band
- 1976 - Cardiff Rose
- 1977 - Thunderbyrd
- 1991 - Back from Rio (1991)
- 2004 - Limited Edition
- 2011 - CCD (2011)
- 2018 - Sweet Memories

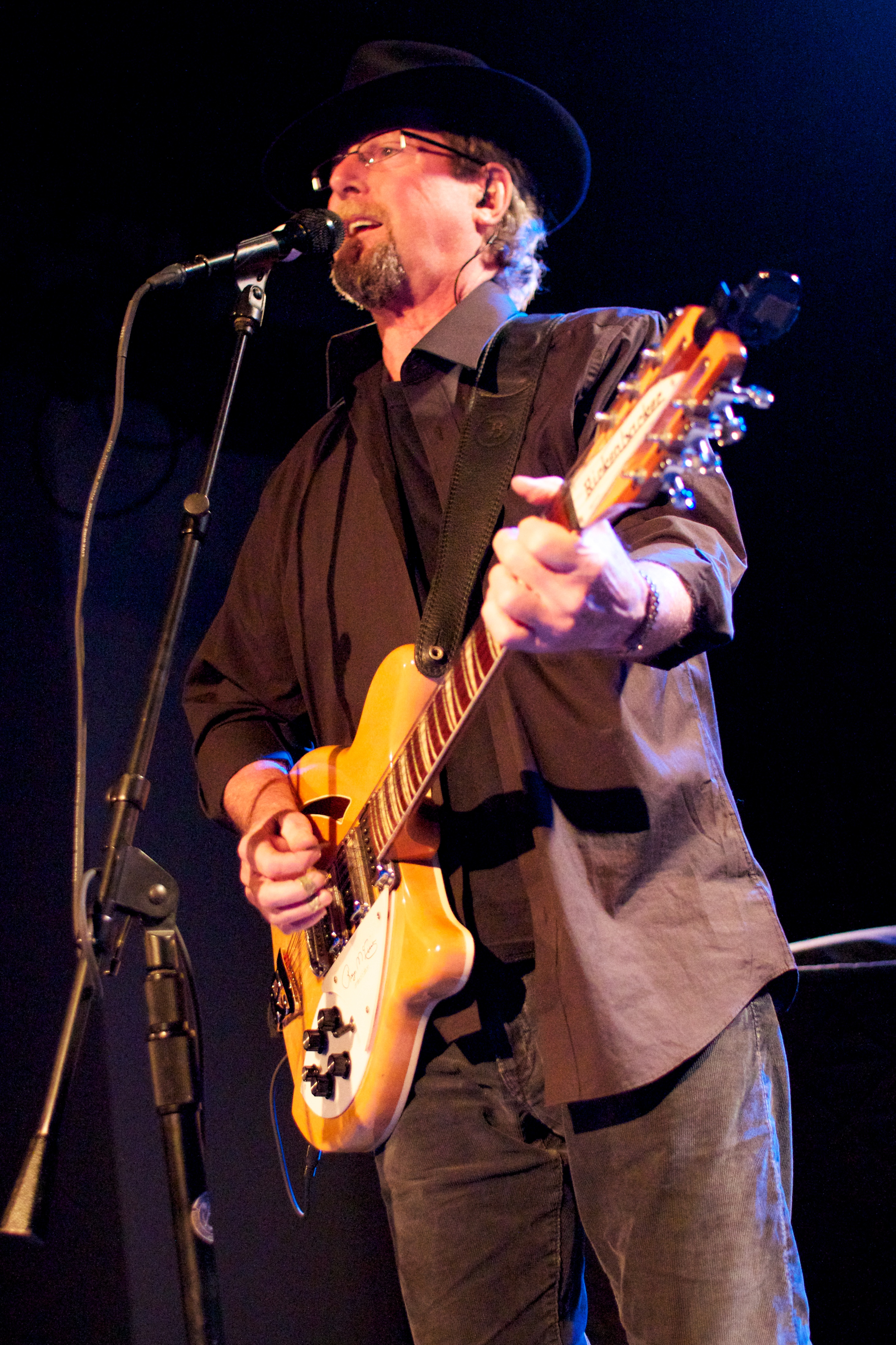
Roger McGuinn in concerto al TCAN di Natick (Massachusetts), l'8 aprile 2011.
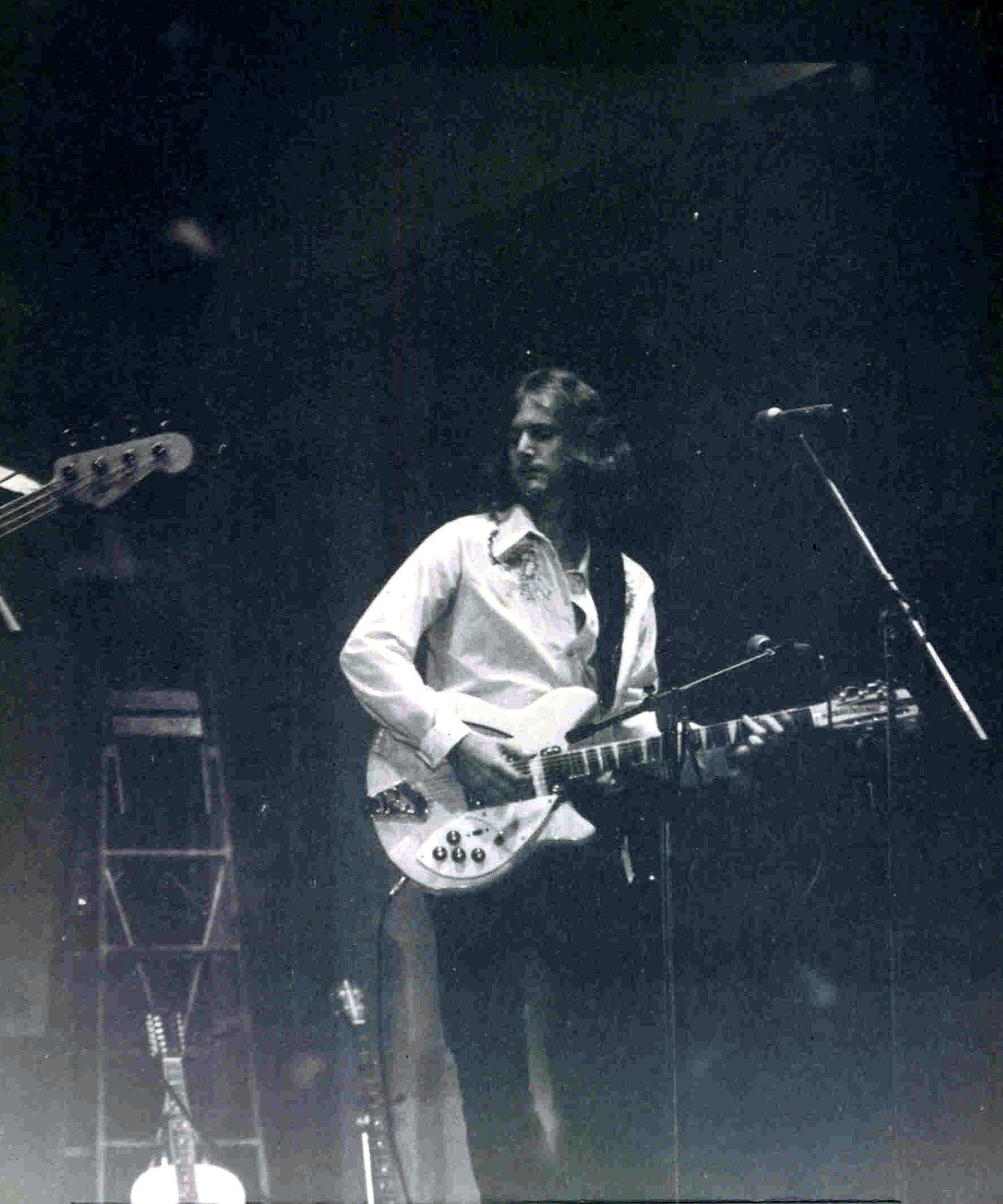
McGuinn nel 1972.
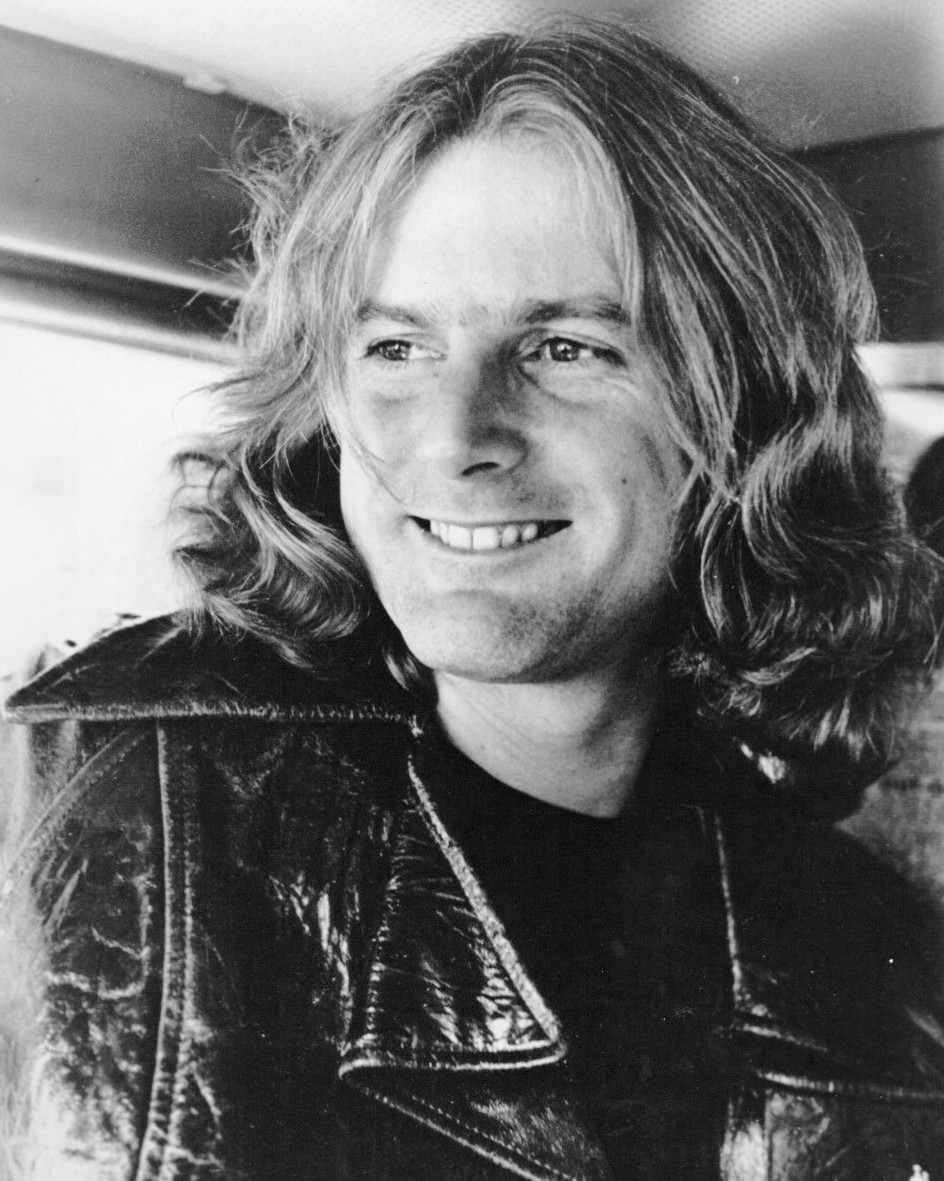
Roger McGuinn nel 1976.